# Deisel
Deisel ist ein Stadtteil der Kleinstadt Trendelburg im nordhessischen Kreis Kassel.

## Geographie

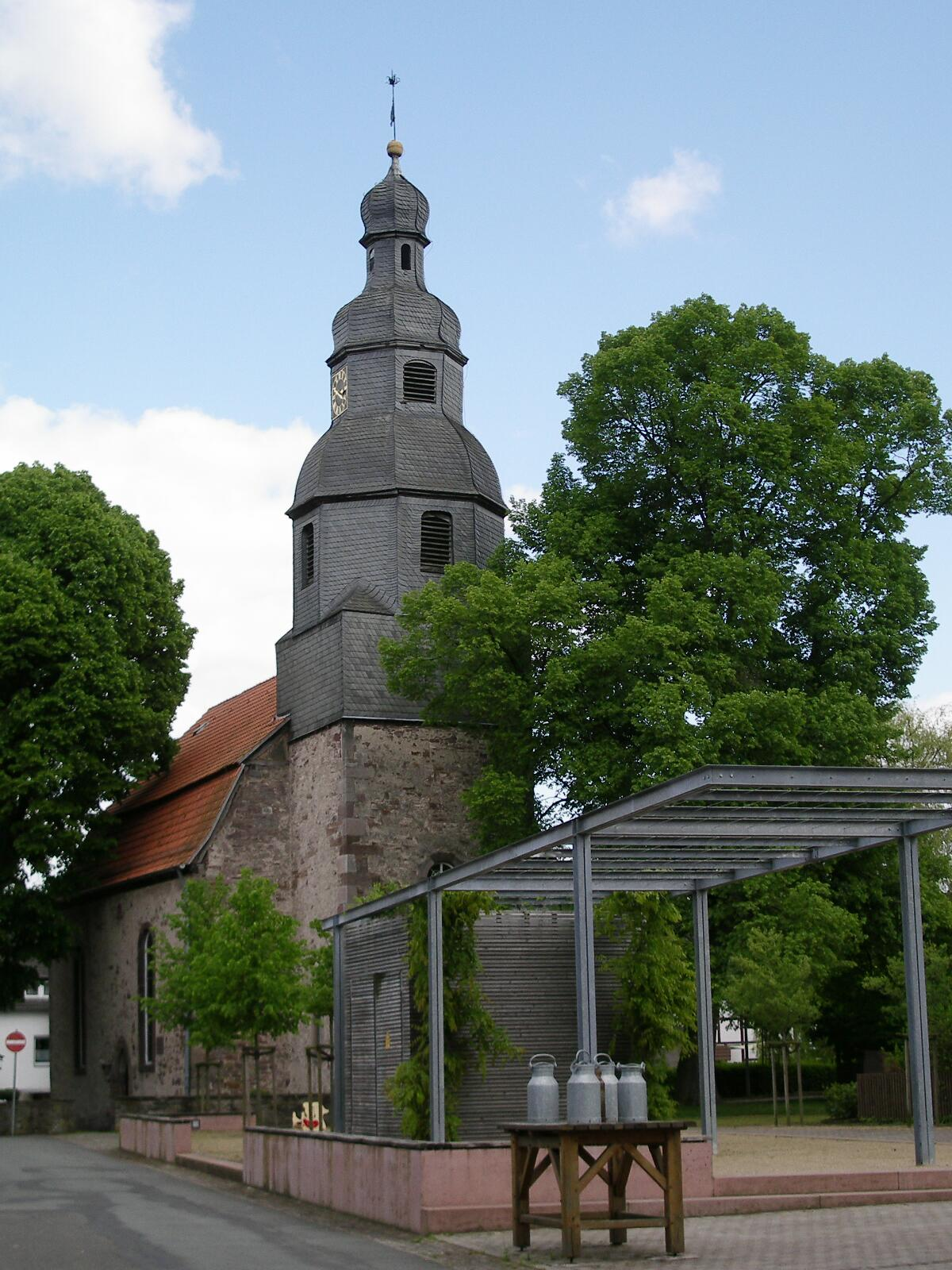
Kirche in Deisel

Der Ort liegt im Weserbergland gut 25 Meter über dem Tal der Diemel an deren westlichem Ufer. Deisel befindet sich 5 Kilometer südlich der Weser bei Herstelle nahe den Grenzen zu Nordrhein-Westfalen und Niedersachsen. Im Osten liegt der Reinhardswald, Richtung Westen erstreckt sich die Warburger Börde. Der Ort befindet sich 3 Kilometer nördlich der Kernstadt von Trendelburg; Bad Karlshafen liegt sechs Kilometer nordöstlich, Paderborn 45 Kilometer nordwestlich, Höxter 20 Kilometer nördlich, Göttingen 36 Kilometer östlich und Kassel 31 Kilometer südlich (alle Angaben in Luftlinie).

## Geschichte
Die Gegend um Deisel war schon in frühgeschichtlicher Zeit besiedelt, wovon noch Reste einer Wallburg zeugen, die sich westlich des Ortes auf dem 249 Meter hohen Burgberg befinden.
Deisel wurde erstmals 1005/1006 urkundlich erwähnt.
Am 31. Dezember 1970 fusionierten im Zuge der Gebietsreform in Hessen die Gemeinde Deisel mit sechs weiteren bis dahin selbstständigen Gemeinden und der Kleinstadt Trendelburg zur erweiterten Stadt Trendelburg. Sie bilden die heutigen Stadtteile. Die Stadtverwaltung befindet sich in der Kernstadt Trendelburg.

## Sehenswürdigkeiten und Kultur
Etwa eineinhalb Kilometer westlich von Deisel befindet sich die Wallburg  deren Anlage noch gut erkennbar ist.
Östlich von Deisel befindet sich der 264 m lange Deiseler Tunnel der stillgelegten Carlsbahn.
Im fußläufigen südwestlichen Bereich liegen die Naturschutzgebiete Samensberg und Flohrberg und Ohmsberg
Für weitere Sehenswürdigkeiten siehe Abschnitt Sehenswürdigkeiten des Artikels Trendelburg.

## Wirtschaft und Infrastruktur

### Verkehr
Durch den Ort führt die Bundesstraße 83, die von Kassel über Trendelburg und Deisel nach Bad Karlshafen und von hier an weiter Richtung Norden durch das Tal der Weser verläuft.
Die nächsten Autobahn-Anschlussstellen gibt es bei Warburg und Breuna an der A 44 sowie bei Göttingen, Nörten-Hardenberg und Northeim an der A 7.
Regionalbahnhöfe befinden sich in Hofgeismar, Hümme und Bad Karlshafen.
Die nächsten Bahnhöfe mit Halten von IC und/oder ICE-Zügen befinden sich in Warburg, Kassel und Göttingen.
Internationale Flughäfen befinden sich bei Hannover und Paderborn.

### Wirtschaftsstruktur
Die Landwirtschaft hat zwar inzwischen an Bedeutung verloren, stellt aber immer noch einen Wirtschaftsfaktor dar, da es im Ort keine Industrie, sondern nur einige kleinere Handwerksbetriebe gibt und auch der Tourismus im Vergleich zu benachbarten Orten kaum von Bedeutung ist.